# Chase Simon
Chase Simon (ur. 11 marca 1989 w Detroit) – amerykański koszykarz, występujący na pozycjach rzucającego obrońcy lub niskiego skrzydłowego, obecnie zawodnik JDA Dijon.
W 2012 reprezentował Chicago Bulls podczas letniej ligi NBA w Las Vegas.
8 września 2018 dołączył po raz drugi w karierze do Anwilu Włocławek.
17 czerwca 2020 został zawodnikiem francuskiego JDA Dijon.
Jego kuzynem jest trzykrotny mistrz NBA - Randy Brown.

## Osiągnięcia
Stan na 22 lipca 2020, na podstawie, o ile nie zaznaczono inaczej.
NCAA
- Uczestnik turnieju NCAA (2012)
- Mistrz turnieju konferencji Horizon League (2012)
- Zaliczony do:
  - I składu najlepszych pierwszorocznych zawodników Ligi Horizon (2010)
  - II składu All-Horizon League (2010)
- Lider Ligi Horizon w liczbie[7]:
  - oddanych rzutów z gry (419 – 2012)
  - strat (108 – 2010)

Drużynowe
- Mistrz Polski (2019)[8]
- Brązowy medalista mistrzostw Polski (2020)
- Zdobywca:
  - Pucharu Polski (2020)[9]
  - Superpucharu Polski (2019)[10]
- Finalista Superpucharu Polski (2018)[11]

Indywidualne
(* – oznacza nagrody przyznane przez portal eurobasket.com)
- MVP kolejki EBL (16 - 2018/2019)[12]
- Zaliczony do:
  - II składu EBL (2019 – przez dziennikarzy)[13]
  - III składu EBL (2020 przez dziennikarzy)[14]
  - składu honorable mention ligi*:
    - polskiej (2015)
    - izraelskiej (2017)
- Uczestnik meczu gwiazd ligi:
  - izraelskiej (2017)
  - litewskiej (2013)
- Członek Drużyny trzydziestolecia Anwilu Włocławek (2022)[15]